# クラウディオ・モンテヴェルディ
クラウディオ・ジョヴァンニ・アントニオ・モンテヴェルディ（Claudio Giovanni Antonio Monteverdi,  1567年5月15日洗礼 - 1643年11月29日）は、16世紀から17世紀にかけてのイタリアの作曲家、ヴィオラ・ダ・ガンバ奏者、歌手。
マントヴァ公国の宮廷楽長、ヴェネツィアのサン・マルコ寺院の楽長を歴任し、ヴェネツィア音楽のもっとも華やかな時代の一つを作り上げた。モンテヴェルディの作品はルネサンス音楽からバロック音楽への過渡期にあると位置づけられており、長命もあいまって、その作品はルネサンスとバロックのいずれかあるいは両方に分類される。生前より高い人気を誇り、後世からは音楽の様式に変革をもたらした改革者とみなされている。オペラの最初期の作品の一つである『オルフェオ』を作曲したが、この作品は20・21世紀にも頻繁に演奏される最初期のオペラ作品となっている。

## 生涯と作品

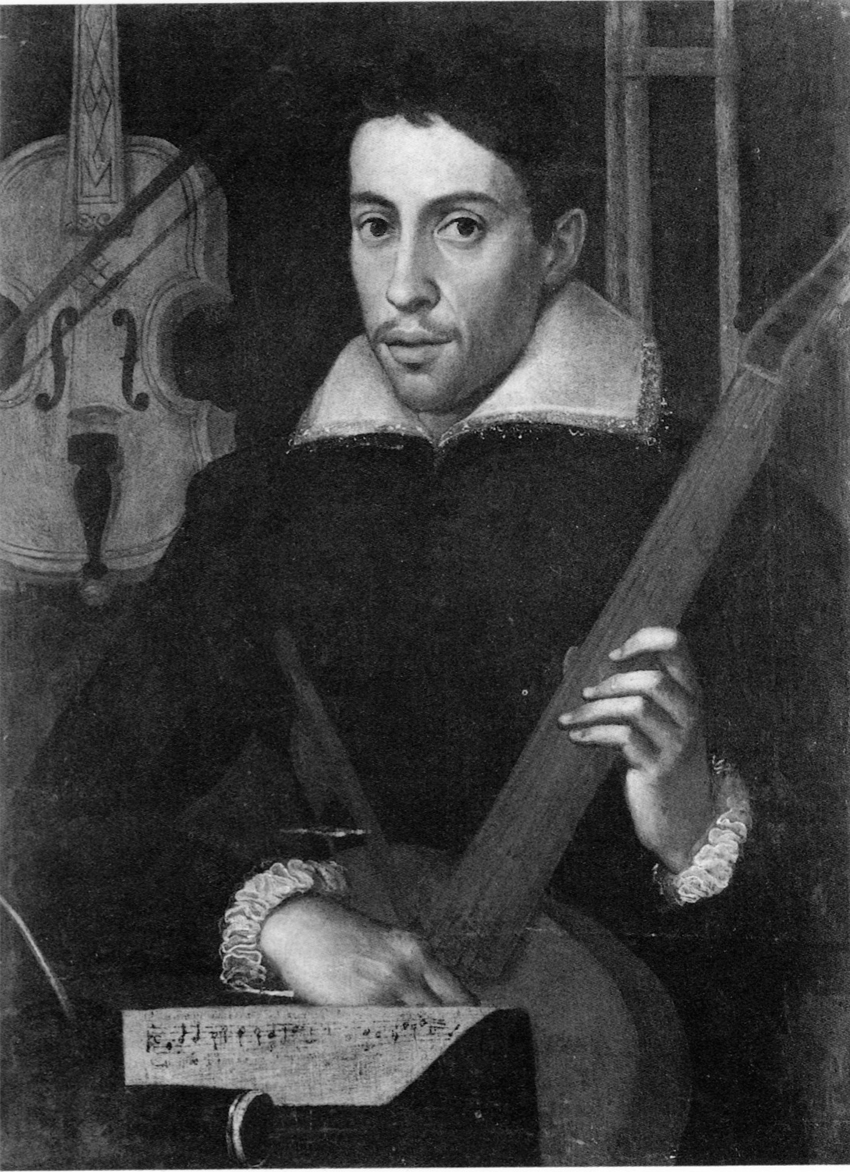
クラウディオ・モンテヴェルディではないかと考えられている音楽家の肖像、1597年頃、画家不明（オックスフォード・アシュモリアン美術館所蔵）。モンテヴェルディが30歳頃、マントヴァのゴンザーガ家に使えていた頃の画像ではないかと言われている。真正であれば現存する最古の画像であると考えられている。

モンテヴェルディは1567年に北イタリアのクレモナに生まれた。幼少期にはクレモナ大聖堂の楽長であったマルカントニオ・インジェニェーリの下で学ぶ。1582年と83年に最初の出版譜としてモテットと宗教マドリガーレを何曲か出している。1587年には世俗マドリガーレの最初の曲集を出版し、その直後からクレモナの外での職を探し始めた。
1590年に、マントヴァのヴィンチェンツォ1世・ゴンザーガの宮廷にて歌手およびヴィオラ・ダ・ガンバ奏者として仕えはじめ、1602年には宮廷楽長となった。
その後40歳まで主にマドリガーレの作曲に従事し、9巻の曲集を出した。それまでのルネサンス音楽対位法の伝統的なポリフォニーの優れた作曲家として出発したが、より大きな感情の起伏を表現しようということから、新しい対位法の可能性を広げることになる。1605年に出版された第5巻（Quinto Libro）はモンテヴェルディとジョヴァンニ・マリア・アルトゥージとの論争の場となったことで知られる。アルトゥージは最近の作曲様式の「粗っぽさ」や「破格」を攻撃し、特に第4巻のマドリガーレを標的とした（第5巻の「クルーダ・アマリッリ」も含まれる）。これに対しモンテヴェルディは第5巻の序で、音楽演奏を「第一作法」（prima pratica、第一様式、第一技法などの訳もある）、「第二作法」（seconda pratica）の2つの潮流に分けることを提案した。「第一作法」は従来の16世紀的なポリフォニーの理想、すなわち厳格対位法に従い、不協和音への予備を必須とし、各声部が対等であるものを指す。「第二作法」はより自由な対位法を用い、声部の中でソプラノとバスに重点がおかれる。これは中部イタリア生まれのモノディという新しい様式への動きでもあった。第5巻のマドリガーレの多くに器楽による通奏低音が付されていることも、モンテヴェルディが自覚的に導入した新しい流行であった。また第5巻は自覚的な機能的調性の使用の始まりとも見なされている。全体として第8巻までの8巻のマドリガーレ曲集は、ルネサンスのポリフォニー音楽からバロック音楽のモノディ様式への劇的な変遷を写し取るものとなっている。作曲家の死後、1651年に出版されたマドリガーレ曲集第9巻は、恐らく生涯のさまざまな時点で作曲された曲を収録したもので、カンツォネッタなどのより軽いものも含んでいる。
明確な旋律線をもち、聞き取りやすい歌詞、そしてしっかりとした器楽の伴奏を伴うモノディ様式から、オペラへの道はある意味当然の歩みであった。1607年にモンテヴェルディは最初のオペラ作品『オルフェオ』（L'Orfeo）をマントヴァにて初演する。謝肉祭の祝祭としてマントヴァ公の命を受けての作曲であった。
『オルフェオ』の画期的な点はその劇的な力とオーケストレーションであった。オルフェオはおそらく作曲家が各声部への楽器指定をした最初の作品であると考えられており、また初演時の楽器指定が今日にまで伝わっている最初期の大規模作品の一つとなっている。あらすじは真に迫った音楽的表現によって描かれ、旋律は線的で明瞭である。このオペラによりモンテヴェルディは「音楽による劇」（dramma per musica）というまったく新しい音楽の様式を作り上げたと言われる。モンテヴェルディのオペラ作品は、通常「バロック以前」（プレ・バロック）もしくは「初期バロック」と位置づけられているが、サンダーシートなどの効果音が世界で初めて作曲家によって使われたという説もあり、近代オペラの出発点とみなされている。
モンテヴェルディの次の大きな作品は1610年の『聖母マリアの夕べの祈り』（Vespro della Beata Vergine、『聖母マリアの晩課』とも）であった。出版譜に書かれた音楽の規模が非常に大きいために、一回の礼拝ですべて演奏することを目的としていたかどうかについては意見が分かれている。ただし、音楽的には全体の統一性が方々に見られる。
1612年にヴィンチェンツォ公爵が没し、マントヴァ公爵の位をついだフランチェスコは経済難からモンテヴェルディを解雇した。モンテヴェルディは約1年間にわたり、定職を持たずにクレモナで過ごした。
1613年、モンテヴェルディはヴェネツィアのサン・マルコ寺院の楽長に任命され、すぐに前任者ジュリオ・チェザーレ・マルティネンゴの財政的失策によって衰微していた合唱隊および器楽隊を建て直した。聖堂側は1609年のジョヴァンニ・クローチェの死後衰退の一途をたどっていた聖堂の音楽が建て直されたことに安堵したという。
ヴェネツィアにいる間には、マドリガーレ集の第6、7、8巻が出版された。1638年の第8巻（Ottavo Libro）は最大の規模をもち30年間以上に渡って書きためられた曲が収められている。マドリガーレ様式の傑作と広く見なされているいわゆる「戦いと愛のマドリガーレ」（Madrigali dei guerrieri ed amorosi）が含まれ、解放されたエルサレムに材を得た、オーケストラと複合唱による劇的な『タンクレディとクロリンダの闘い』（1624年）も収められている。このような複合唱は、先任者のジョヴァンニ・ガブリエーリなどと同様、サン・マルコ寺院の対面する2つのバルコニーに着想を得て行われたのではないかと推測されている。またこの作品は擦弦楽器のトレモロ（同音の素早い繰り返し）やピッチカート（指による撥弦）を劇的な場面の効果として用いた初期の例としても注目される。またヴェネツィアにできた入場券によって興行する最初のオペラハウスのために多くのオペラ作品を書いた。
晩年のモンテヴェルディは病に伏すことが多かったが、2曲の傑作とされるオペラ、『ウリッセの帰還』（1641年）と『ポッペーアの戴冠』（1642年）を作曲している。後者はローマ皇帝ネロに題材を得た史劇であり、悲劇的な場面や抒情的な場面のみならず、コミカルな場面も含まれ、登場人物の写実的な描写や、従来にくらべ暖かい旋律などにより、モンテヴェルディの最高傑作とも言われる。合唱の役割は縮小し、器楽編成も先の作品より小さい。
晩年までヴェネツィアで非常に大きな音楽的影響力を保ち、その門下からはベネデット・フェラーリ、ピエトロ・フランチェスコ・カヴァッリをはじめ多くのオペラ作曲家が輩出している。またハインリヒ・シュッツは1628年の二度目のヴェネツィア訪問の後、モンテヴェルディから学んだ新しい様式をドイツへ持ち帰り、ドイツ語の音楽へ応用した。
1632年、モンテヴェルディはカトリック教会の司祭に任命された。ヴェネツィアにて没し、サンタ・マリア・グロリオーザ・デイ・フラーリ聖堂に埋葬されている。

## 作品

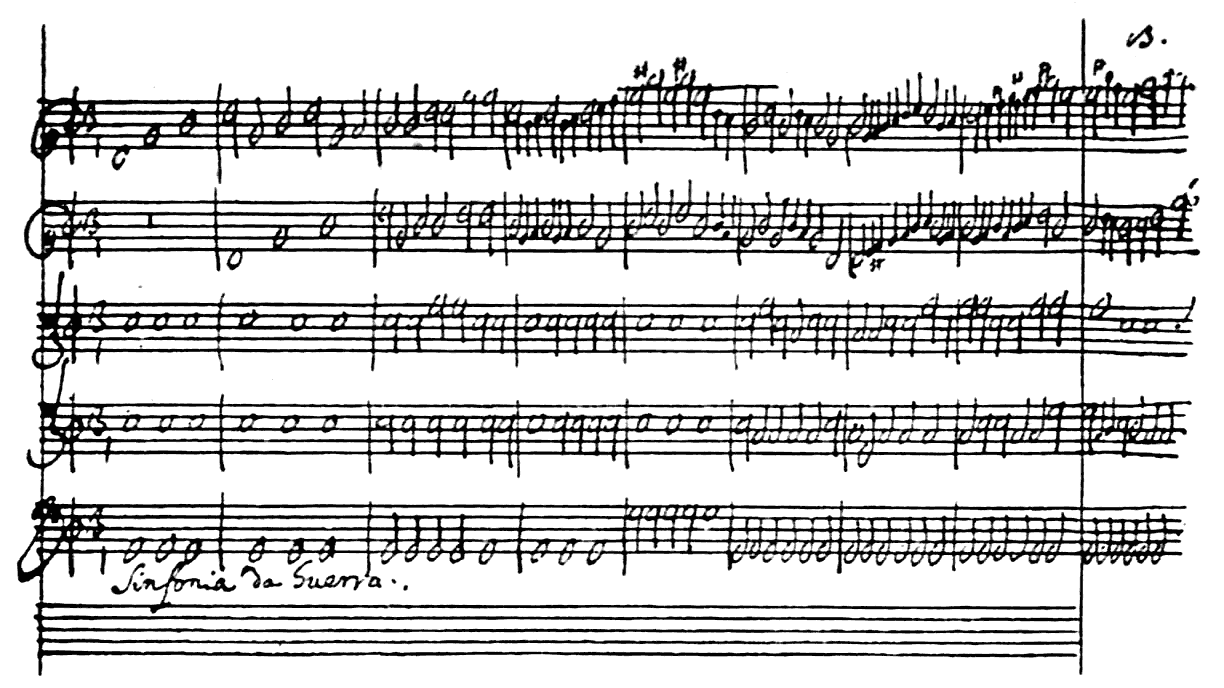
『ウリッセの帰還』（1641年）の写本譜

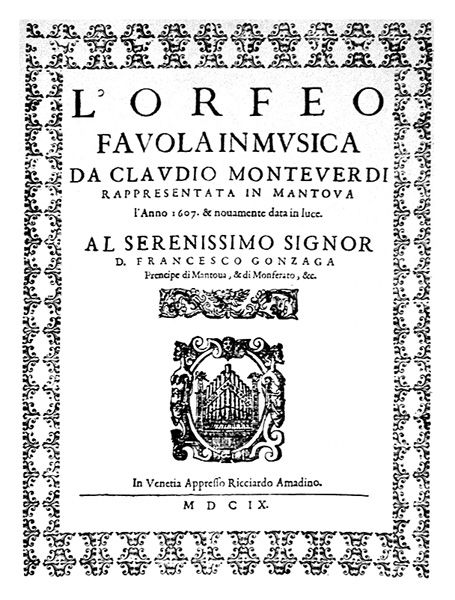
『オルフェオ』（ヴェネツィア版、1609年）の表紙

モンテヴェルディは少なくとも18曲のオペラを作曲した。そのうち、『オルフェオ』、『ウリッセの帰還』『ポッペーアの戴冠』そして2作目の『アリアンナ』の中のアリア「アリアンナの嘆き」が現存している。
- アリアンナ（英語版） L'Arianna SV291（アリア「アリアンナの嘆き」Lamento d'Ariannaのみ現存）
- オルフェオ L'Orfeo SV318
- ウリッセの帰還 Il ritorno d'Ulisse in patria SV325
- ポッペーアの戴冠 L'incoronazione di Poppea SV308

他の現存する大規模作品
- タンクレディとクロリンダの闘い Il Combattimento di Tancredi e Clorinda SV153
- 聖母マリアの夕べの祈り Vespro della Beata Vergine SV206
- 音楽の諧謔 Scherzi Musicali (1632年）
- 倫理的・宗教的な森 Selva Morale e Spirituale (1640)

マドリガーレ集
- Madrigali spirituali a quattro voci posti in musica da Claudio Monteverde Cremonese, discepolo del Signor Marc'Antonio Ingegnieri (1583)
- Madrigali a cinque voci di Claudio Monteverde Cremonese discepolo del Sig.r Marc'Antonio Ingegnieri... Libro primo  (Venice, 1587)
- Il secondo libro de madrigali a cinque voci di Claudio Monteverde Cremonese discepolo del Sig.r Ingegneri (Venice, 1590)
- Di Claudio Monteverde il terzo libro de madrigali a cinque voci (Venice, 1592)
- Il quatro libro de madrigali a cinque voci di Claudio Monteverdi Maestro della Musica del Ser.mo Sig.r Duca di Mantova (Venice, 1603)
- Il quinto libro de madrigali a cinque voci di Claudio Monteverdi Maestro della Musica del Serenissimo Sig.r Duca di Mantoa, col basso continuo per il Clavicembano, Chittarone, od altro simile istromento; fatto particolarmente per li sei ultimi, per li altri a beneplacito  (Venice, 1605)
- Il sesto libro de madrigali a cinque voci, con uno dialogo a sette, con il suo basso continuo per poterli concertare nel clavacembano, et altri stromenti.  Di Claudio Monteverde Maestro di Cappella della Sereniss. Sig. di Venetia in S. Marco  (Venice, 1614)
- Concerto.  Settimo libro di madrigali a 1.2.3.4. sei voci, con altri generi de canti di Claudio Monteverde Maestro di Capella della Serenissima Republica  (Venice, 1619)
- Madrigali guerrieri, et amorosi con alcuni opuscoli in genere rappresentativo, che saranno per brevi Episodij fra i canti senza gesto.  Libro ottavo di Claudio Monteverde Maestro di Capella della Serenissima Republica di Venetia (Venice, 1638)
- Madrigali e canzonette a due e tre voci del signor Claudio Monteverde già Maestro di Cappella della Serenissima Republica di enetia... Libro nono (Venice, 1651)

## 音サンプル

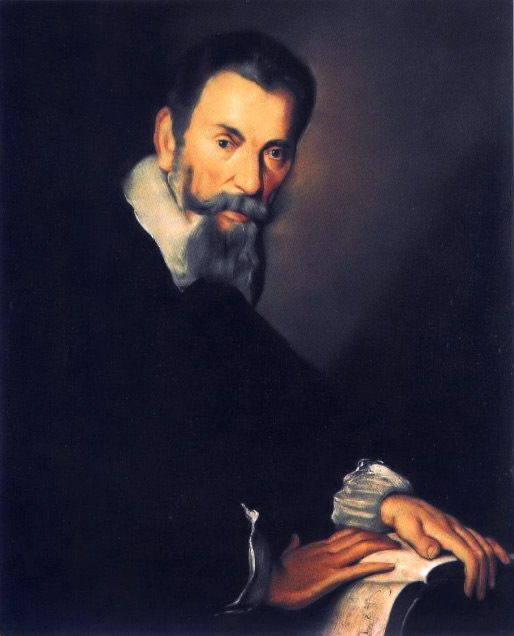
ベルナルド・ストロッツィによるモンテヴェルディの肖像（1640年）の模写（画家不明）